# 伊斯利战役
伊斯利战役（Battle of Isly）是於1844年8月14日法国与摩洛哥在伊斯利河附近发生的一场战役。法国试图完成征服阿尔及利亚，而摩洛哥支持阿尔及利亚领导人阿卜杜·卡迪尔抵抗法国，法军托馬-羅貝爾·比若元帅在没有宣战的情况下，对摩洛哥苏丹阿卜杜勒-拉赫曼之子穆罕默德王子率领的军队发起攻击，摩洛哥军队被击败，被迫谈判签订条约。

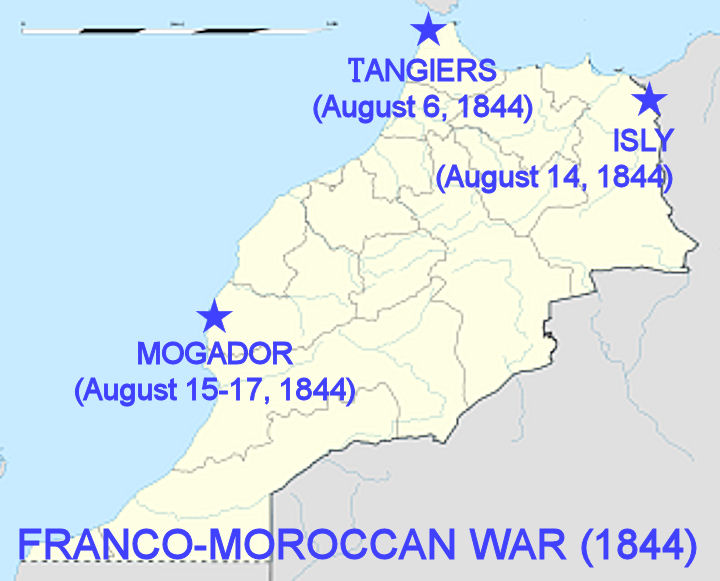
第一次法国摩洛哥战争场景 (1844)。

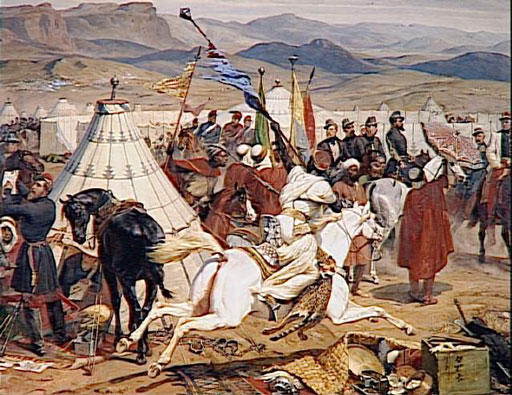
伊斯利战役。

比若缴获摩洛哥指挥官的帐篷和伞具 (以欧洲的战争标准相当于捕获一个军)，以此功勋获封为伊斯利公爵。